# Страшевичі
Страше́вичі — мальовниче село, на підніжжі Карпат (Підгір'ї), по правому березі Дністра, село в Україні, у Самбірському районі Львівської області. Орган місцевого самоврядування — Старосамбірська міська рада.

## Історія
Вперше село згадується у грамоті короля Лева Даниловича у 1291 році, якою воно передається церкві Спаса у Перемишлі. Також згадується у 1407 р. У селі є мурована церква, збудована 1794 р.
Тривалий час в селі знаходилась резиденція Перемиських православних та греко-катлицьких єпископів.
8 березня 1894 року на засіданні філії товариства «Просвіта» у Самборі було прийнято рішення заснувати нові читальні у Страшевичах і Торгановичах.
В 19 столітті в селі було 2 млини, 3 корчми, тартак(пилорама), підприємство з виготовлення алкоголю.
В 1928 р. тут проживала 1171 особа, з яких 27 римо-католиків, 190 євреїв (разом з Созанню) та 120 школярів. 2001 р. населення становило 1198 осіб, тепер — 1145[коли?].

## Монастир у Страшевичах
Колись у селі існував жіночий монастир. У 1785 р. австрійська влада згідно з наказом цісаря Йосипа II ліквідовувала в Галичині багато монастирів, у тому числі монастир у Страшевичах. Монахинь змусили розійтись хто куди, церковні речі передали по церквах сусідніх сіл, а монастирське господарство, землі, ліси, худобу продано або здано в оренду. Залишившись без догляду, монастирська церква почала поступово руйнуватися. Перед Першою світовою війною в тій місцевості заготовляли каміння. Тоді орендар вирішив продати кам'яні мури з церкви. Коли дорогою проїжджав якийсь чиновник і побачив руйнацію церкви, то попросив припинити роботу для збереження історичної пам'ятки. Так з монастиря і з, можливо, величної церкви донині залишився лише кусок муру.

## Відомі люди
Відомі уродженці
- Любомир Буняк — український інженер (нафтовидобуток), політик, міський голова Львова у 2002–2005 роках. Лауреат Державної премії України в галузі науки і техніки, «Заслужений працівник промисловості України», кандидат технічних наук. Уродженець села.
- Петро Ґеча-«Білий» (7 грудня 1930 — 28 серпня 1948) — український підпільник, вояк УПА. Учасник засідки на польського генерала Свєрчевського 28 березня 1947 року. Страчений польською комуністичною владою 28 серпня 1948 року.

Померли
- Юрій Винницький (Гавриї́л Ви́нницький) — єпископ Української Греко-Католицької Церкви; з 7 травня 1710 року Митрополит Київський — предстоятель Української Греко-Католицької Церкви.
- Атанасій Андрей (Шептицький) — перемиський єпископ УГКЦ